# Força de Manutenção da Paz do Pacífico Sul
A Força de Manutenção da Paz do Pacífico Sul (em inglês:  South Pacific Peacekeeping Force, SPPKF) foi uma força de manutenção da paz liderada pela Austrália, criada durante a Guerra Civil de Bougainville. Estabelecida às pressas para fornecer segurança às negociações de paz em torno de Arawa, a força consistia em efetivos de segurança de infantaria, apoiados por vários meios logísticos e de aviação, que foram destacados por via aérea e marítima a partir da Austrália. As tropas eram provenientes da Austrália, Nova Zelândia, Tonga, Vanuatu e Fiji. A força foi mobilizada entre 4 e 21 de outubro de 1994 antes de ser retirada. Outras tropas de manutenção da paz foram enviadas para a ilha em 1997 como parte do Grupo de Monitorização da Trégua.